# Presidente del Senado de Australia
El presidente del Senado de Australia (en inglés: President of the Senate) es el presidente de la cámara alta del Parlamento de Australia. El Senado elige a uno de sus miembros como presidente al inicio de cada nuevo mandato o siempre que el cargo esté vacante. Por lo general, aunque no necesariamente, es un miembro del partido o coalición que tiene la mayor cantidad de escaños en el Senado. El partido con mayoría en el Senado no siempre es el partido gobernante, ya que el gobierno lo determina la Cámara de Representantes.
La tarea principal del presidente del Senado es mantener el procedimiento parlamentario en la cámara durante las sesiones legislativas. A diferencia del presidente de la Cámara baja, vota como miembro ordinario durante el debate general y no tiene voto de calidad en caso de empate (un voto de calidad le daría al estado del presidente un voto adicional).

## Elección

### Disposición constitucional
El artículo 17 de la Constitución de Australia dispone:

El Senado, antes de proceder al cualquier otro asunto, elegirá a un senador para que sea el Presidente del Senado; y siempre que quede vacante el cargo de Presidente, el Senado volverá a elegir a un senador para que sea Presidente. El Presidente dejará de ocupar su cargo si deja de ser senador. Puede ser destituido de su cargo por votación del Senado, o puede renunciar a su cargo o escaño notificado por escrito al Gobernador General.

### Proceso
El presidente es elegido por el Senado en votación secreta. El secretario dirige la elección. La Presidencia siempre ha sido un cargo partidista y el candidato del partido del gobierno casi siempre ha sido elegido, aunque esto no se puede garantizar ya que el gobierno de turno no necesariamente tiene una mayoría en el Senado. El presidente cuenta con la asistencia de un vicepresidente electo. La práctica tradicional ha sido que el gobierno nomina a un senador para ser elegido presidente y la oposición nombra a un senador como vicepresidente. Si no hay otras nominaciones, no se requiere votación.

## Funciones

### Funciones parlamentarias
El deber principal del presidente es presidir el Senado, mantener el orden en el Senado, hacer cumplir el Reglamento y proteger los derechos de los senadores secundarios. Cuenta con la ayuda del vicepresidente y un panel de vicepresidentes interinos, que suelen presidir los debates de rutina.
A diferencia de la Cámara de Representantes,  el Senado el presidente tiene un voto deliberativo, pero no decisivo (en caso de empate de votos, la moción no es aceptada). Esto se debe a que el Senado es, en teoría, una cámaras que representa los estados, y privar al presidente de un voto deliberativo le quitaria a uno de los estados o territorios uno de los votos de sus senadores.

### Funciones administrativos
Preside el comité de presupuesto del departamento y supervisa su estructura organizativa. El presidente también coadministra el Departamento de Servicios del Parlamento (DPS) con el presidente de la Cámara de Representantes.

### Funciones ceremoniales
El presidente es una de las principales autoridades de Australia. Participa en la apertura estatal del parlamento, representa al parlamento en visitas al extranjero y recibe delegaciones visitantes de otros países y otros visitantes distinguidos.

## Salario
Al igual que con todos los demás parlamentarios, el salario del presidente del Senado lo determina el Tribunal de Remuneraciones, un órgano estatutario independiente. A partir del 1 de julio de 2019, el salario base de los senadores es de 211,242 dólares australianos. El Presidente tiene derecho a un "salario de cargo" adicional que comprende el 75% del salario base (158.432 dólares), lo que da un salario total de 369.674 dólares por año. También recibe los otros derechos y subsidios disponibles para los senadores.

## Lista de presidentes del Senado
| Nombre           | Partido            | Partido         | Inicio                   | Final                   |
| ---------------- | ------------------ | --------------- | ------------------------ | ----------------------- |
| Richard Baker    |                    | Libre Comercio  | 9 de mayo de 1901        | 31 de diciembre de 1906 |
| Albert Gould     |                    | Libre Comercio  | 20 de febrero de 1907    | 30 de junio de 1910     |
| Albert Gould     | Liberal            |                 | 20 de febrero de 1907    | 30 de junio de 1910     |
| Harry Turley     |                    | Laborista       | 1 de julio de 1910       | 8 de julio de 1913      |
| Thomas Givens    |                    | Laborista       | 9 de julio de 1913       | 30 de junio de 1926     |
| Thomas Givens    | Nacional Laborista |                 | 9 de julio de 1913       | 30 de junio de 1926     |
| Thomas Givens    | Nacionalista       |                 | 9 de julio de 1913       | 30 de junio de 1926     |
| John Newlands    |                    | Nacionalista    | 1 de julio de 1926       | 13 de agosto de 1929    |
| Walter Kingsmill |                    | Nacionalista    | 14 de agosto de 1929     | 30 de agosto de 1932    |
| Walter Kingsmill | Australia Unida    |                 | 14 de agosto de 1929     | 30 de agosto de 1932    |
| Patrick Lynch    |                    | Australia Unida | 31 de agosto de 1932     | 30 de junio de 1938     |
| John Hayes       |                    | Australia Unida | 1 de julio de 1938       | 30 de junio de 1941     |
| James Cunningham |                    | Laborista       | 1 de julio de 1941       | 4 de julio de 1943      |
| Gordon Brown     |                    | Laborista       | 23 de septiembre de 1943 | 19 de marzo de 1951     |
| Ted Mattner      |                    | Liberal         | 12 de junio de 1951      | 7 de septiembre de 1953 |
| Alister McMullin |                    | Liberal         | 8 de septiembre de 1953  | 30 de junio de 1971     |
| Magnus Cormack   |                    | Liberal         | 17 de agosto de 1971     | 11 de abril de 1974     |
| Justin O'Byrne   |                    | Laborista       | 9 de julio de 1974       | 11 de noviembre de 1975 |
| Condor Laucke    |                    | Liberal         | 17 de febrero de 1976    | 30 de junio de 1981     |
| Harold Young     |                    | Liberal         | 18 de agosto de 1981     | 4 de febrero de 1983    |
| Doug McClelland  |                    | Laborista       | 21 de abril de 1983      | 23 de enero de 1987     |
| Kerry Sibraa     |                    | Laborista       | 17 de febrero de 1987    | 31 de enero de 1994     |
| Michael Beahan   |                    | Laborista       | 1 de febrero de 1994     | 30 de junio de 1996     |
| Margaret Reid    |                    | Liberal         | 20 de agosto de 1996     | 18 de agosto de 2002    |
| Paul Calvert     |                    | Liberal         | 19 de agosto de 2002     | 14 de agosto de 2007    |
| Alan Ferguson    |                    | Liberal         | 14 de agosto de 2007     | 25 de agosto de 2008    |
| John Hogg        |                    | Laborista       | 26 de agosto de 2008     | 30 de junio de 2014     |
| Stephen Parry    |                    | Liberal         | 7 de julio de 2014       | 2 de noviembre de 2017  |
| Scott Ryan       |                    | Liberal         | 13 de noviembre de 2017  | 13 de octubre de 2021   |
| Slade Brockman   |                    | Liberal         | 18 de octubre de 2021    | Titular                 |

Fuente: